# 脱炭素成長型経済構造への円滑な移行の推進に関する法律
脱炭素成長型経済構造への円滑な移行の推進に関する法律（だつたんそせいちょうがたけいざいこうぞうへのえんかつないこうのすいしんにかんするほうりつ、令和5年5月19日法律第32号）は、日本の脱炭素（カーボンニュートラル）に関する法律である。通称GX推進法。

## 概要
2050年の温暖化ガス排出の実質ゼロの実現に向け、政府の脱炭素戦略を盛り込んだ法律。企業などが削減した二酸化炭素の排出量に値段をつける「カーボンプライシング」を導入し、排出量の削減目標を達成できなかった分を市場から買い取らせるなどして金銭的な負担を求めるほか、脱炭素に向けた民間投資を後押しするため新たな国債「GX経済移行債」を施行年から10年間、発行することなどが盛り込まれている。

## 歴史
2023年2月10日に閣議決定された「GX実現に向けた基本方針」の実施に必要な法制度として、2月28日に「脱炭素社会の実現に向けた電気供給体制の確立を図るための電気事業法等の一部を改正する法律（GX脱炭素電源法）」とともに閣議決定された。4月28日に参議院本会議で賛成多数で可決し、5月12日に、二酸化炭素を排出する企業に金銭的な負担があり連合などの労働組合が石炭業界などの雇用に影響が出るため石炭業界などに配慮し修正し衆議院本会議に差し戻しで成立した。3月に衆議院で最初に採決した際、立憲民主党は反対に回っていたが、参議院で雇用に配慮しながら脱炭素を進める「公正な移行」を条文に追記するよう修正。脱炭素社会への移行でダメージを受ける産業や労働者への配慮を明記したことで、この部分は立憲民主党も賛成に転じ、修正案が衆院で改めて採決された。

## 内容

### GX推進戦略の策定・実行
GXを総合的かつ計画的に推進するための戦略（脱炭素成長型経済構造移行推進戦略）を策定。戦略はGX経済への移行状況を検討し、適切に見直しをする。

### GX経済移行債の発行
GX推進戦略の実現に向けた先行投資を支援、また20兆円規模のエネルギー・原材料の脱炭素化と収益性向上等に資する革新的な技術開発・設備投資等を支援するため、2023年度から10年間、脱炭素成長型経済構造移行債（GX経済移行債）を発行する。なおGX経済移行債は、化石燃料賦課金・特定事業者負担金により償還される。
GX経済移行債の主な支援分野
| 分野               | 内容                                     | 期間・総額    |
| ------------------ | ---------------------------------------- | ------------- |
| 水素               | ガスなどとの価格差を補填                 | 15年で3兆円   |
| 鉄鋼・化学など     | 製造工程の脱炭素の投資                   | 10年で1.3兆円 |
| 再生可能エネルギー | 薄型太陽電池や洋上風力発電の供給網の構築 | 10年1兆円     |
| くらし             | 断熱窓や高効率の給湯器の導入             | 3年2兆円      |

### GX推進機構設立
経済産業大臣の認可により、民間企業のGX投資の支援や化石燃料賦課金・特定事業者負担金の徴収、排出量取引制度の運営などの業務を行うGX推進機構（脱炭素成長型経済構造移行 推進機構）の設立。